# Ванька-Тур (болото)
Ванька-Тур (Ванькатур) — болото на территории Таборинского муниципального района Свердловской области, Россия.

## Географическое положение
Болото Ванька-Тур расположено в муниципальном образовании «Таборинский муниципальный район» Свердловской области, между рекой Волчимья (левый приток реки Тавда) и рекой Большая Икса (левый приток реки Тавда). Болото площадью 64 км². В большой части непроходимо, глубиной свыше 2 метров. В центральной части расположено озеро Ванька-Тур.